# Kundkännedom
Kundkännedom eller "känn din kund" är riktlinjer för organisationer som arbetar mot penningtvätt och finansiering av illegal verksamhet enligt lag (2017:630) om åtgärder mot penningtvätt och finansiering av terrorism.
En kundkännedom ska innehålla följande delar:
1. Syfte och art
2. Identifiering av kunden och kontroll av identitet
3. Identifiering av verklig huvudman och kontroll av identitet
4. Kontrollera om personer är i politiskt utsatt ställning (PEP)
5. Kontrollera om personer eller entiteter är sanktionerade

Efter att en kundkännedom är utförd ska en riskbedömning av kunden göras. 